# По ту сторону двери (фильм, 2016)
«По ту сторону двери» (англ. The Other Side of the Door) — британско-индийский фильм ужасов, режиссёра Йоханнеса Робертса. Выход в России в широкий прокат состоялся 25 февраля 2016 года.

## Сюжет

### Предыстория
Молодая пара, Мария (Сара Уэйн Кэллис) и Майкл (Джереми Систо), гуляя по берегу, в одном из городов Индии, решает остаться жить в этой стране. Через несколько лет они воспитывают двух детей: Оливера (Логан Кререн) и Люси (София Росински), живут прекрасной жизнью. Но в один миг, произошло несчастье, событие, которое перевернуло жизнь этой прекрасной семьи. Мария ехав с сыном и дочкой, попадает в автокатастрофу и съезжает в реку. Очнувшись после удара, мать обнаруживает, что Люси без сознания, а Оливеру зажало ногу, из-за чего он не может выбраться. Поняв, что ей не спасти их обоих, она вытаскивает дочку, но за сыном ей не дают вернуться.

### Основные действия
Проходит несколько месяцев. Убитая горем Мария находится в тяжелой депрессии и винит себя в гибели сына. После неудачной попытки суицида домработница Пики рассказывает ей, что на юге Индии есть храм, где, как говорят, связь между миром «живых» и «мертвых» особенно тонка. Она говорит, что, рассыпав прах на ступеньках храма, закрывшись и дождавшись ночи, Мария сможет последний раз поговорить с сыном, попрощаться, и предупреждает, что он будет за дверью и как бы Оливер не просил открыть её, она не должна этого делать. Мария соглашается и едет на юг. Там, совершив обряд по указаниям Пики, ей удается поговорить с сыном. Мария просит у него прощения за то, что бросила его, на что он отвечает, что она не виновата. Но время подходит к концу, Оливеру нужно возвращаться, и на пике эмоций мама не выдерживает и открывает дверь, но никого не обнаруживает. Вернувшись, Мария не говорит домработнице, что открыла дверь.
Спустя время в доме начинают происходить странные вещи: засыхают растения, дохнут рыбы и птицы, а собака и вовсе лает в пустоту. Люси, играя на пианино, решает рассказать, что Оливер вернулся, мать ей не верит, но пианино вдруг начинает играть само. Ночью, уложив дочку спать, она решает зайти в комнату покойного сына, и обнаруживает, что Книга джунглей упала, а кресло придвинулось к кровати. Мария понимает, чего хочет Оливер, и начинает читать ему книгу. На утро приезжает с работы Майкл, но она ему не рассказывает о возвращении сына.
Однажды во время грозы Люси смотрит телевизор, но в темноте, в раскатах грома, собака начинает чувствовать что-то плохое. В ту же ночь, в ванной, мама замечает укус на плече дочки, и та рассказывает, что брат ей не нравится и он злой. Мария идет к нему и говорит, что Оливер не может обижать сестру, но тот запирает дверь, и заставляет её читать ему книгу. Ночью мама замечает человека из секты Агхори, которые посыпают себя пеплом и едят плоть умерших, чтобы усилить связь с миром мёртвых. Мария кричит на него, но он показывает пальцем в сторону, и обернувшись, она видит ужасное чудовище, которое идет на неё. Через некоторое время оно пропадает, а человек уходит. Мария забегает домой и запирает дверь. Но её ловит Пики и говорит, что она совершила ужасную ошибку, открыв дверь. Домработница рассказывает, что индусы верят в очищение и реинкарнацию души, но с Оливером этого не произойдет, потому что он попал в мир живых и без физической оболочки, его душа начнёт гнить. Она говорит Марии про то, что чудовище которое она видела — это Мирту — божество, страж ворот в мир мертвых, и что она уничтожит всех, кто помешает ей вернуть Оливера в царство мертвых. Также Пики предостерегает Марию о том, что их сын уже не тот, а злой дух и то, что им срочно нужно сжечь все его вещи и фотографии. Мария решает на время отдать дочь отцу, чтобы он увез её с собой на работу.
Тем временем, Пики собирает все вещи Оливера и пытается сжечь, но тот, используя образ её погибшей дочки Анушки, заманивает к пруду и топит. После похорон Пики, Мария сжигает вещи сына, но отец не понимает, и она решает рассказать ему всё. Тот конечно же не верит, и мать просит подтвердить это у дочки, но та к удивлению говорит, что ничего не знает. Выясняется, что Оливер вселился в Люси, но Майкл не верит жене и посчитав, что у неё нервный срыв, запирает её. Люси тем временем убивает собаку, а после вонзает нож в отца, и поясняет, что она не Люси, а Оливер. Мария вырывается и успевает вовремя, Агхори связывают Люси, и не в силах выгнать дух из дочки, решают принести в жертву девочку, отправив её вместе с братом, обратно в мир иной. Майкл мешает этому, а Мария говорит, чтобы Оливер оставил сестру и перешёл в неё, но тот отвечает, что боится и не хочет возвращаться. Она говорит ему, что пойдет с ним, и сын переселяется в неё. Агхори вонзают серп в Марию и она просыпается в комнате одна, в другой реальности. Тут её хватает Мирту и отправляет вместе с сыном в мир мертвых, в настоящем мире она умирает.

### Эпилог
В конце, Мария приходит в себя и думает что жива, но увидев прах и услышав голос мужа, она понимает, что Майкл делает то, что она сделала с сыном и кричит ему, чтобы он не открывал дверь.

## В ролях
- Сара Уэйн Кэллис — Мария Харвуд
- Джереми Систо — Майкл Харвуд
- София Росински — Люси
- Логан Криран — Оливер
- Сучитра Пиллай-Малик — Пики
- Хавьер Ботет - Мирту
- Джакс Малкольм — Оливер (голос)